# Руге, Эмильян Викторович фон
Эмильян Викторович (Carl Emanuel Victor) фон Руге (18.04.1792, Крамперуд, Норвегия — после 1857) — российский топограф, генерал-лейтенант Русской императорской армии.

## Биография
Карл-Эмилий фон Руге родился 18.04.1792 в д. Крамперуд (коммуна Эйер фюльке Оппланд, Норвегия); происходил из норвежских дворян. В 1813—1814 годах в рядах Ганзейского легиона в чине капитана принял участие в военных действиях против Наполеона. 3 января 1815 года был принят в русскую службу с чином поручика в 38-й егерский полк.
7 октября 1817 года переведён в 10-й егерский полк, а 14 ноября того же года — в Свиту Его Величества по квартирмейстерской части с переименованием в подпоручики. 30 августа 1818 года произведён в поручики квартирмейстерской части, 12 октября 1818 года — в штабс-капитаны. 8 апреля 1821 года произведён в капитаны, а 26 ноября 1823 года — в подполковники.
В 1823 году участвовал в составлении карты Турции, в 1824 году назначен начальником военной съёмки Бессарабской области.
С 1820 года Руге являлся членом Союза благоденствия. После декабрьского восстания 1825 года был арестован в Хотине, на основании приказа от 3 января 1826 года. Был доставлен в Санкт-Петербург на гауптвахту, откуда был переведён в Петропавловскую крепость с указанием «полков. Ругга посадить по усмотрению и содержать хорошо». Обвинённый в недонесении, что являлся членом тайного общества, высочайшим повелением 18 марта 1826 года приговорён к месяцу заключения в крепости.
После отбытия наказания в Тираспольской крепости продолжил службу при штабе 2-й армии. Произведён в полковники.
Участвовал в Русско-турецкой войне 1828—1829 годов, за отличие в которой награждён орденом Святого Владимира 4-й степени с бантом, и в усмирении польского восстания 1831 года.
В 1842 году Эмильян Викторович фон Руге получил орден Святого Георгия 4-й степени за 25 лет службы в офицерских чинах. Служил обер-квартирмейстером 4-го пехотного корпуса. 11 апреля 1843 года произведён в генерал-майоры и 11 декабря того же года назначен обер-квартирмейстером 1-го пехотного корпуса.
Состоял начальником военных съёмок: Киевской губернии — с 1847 по 1850 год, Херсонской губернии — с 1850 по 1853 год, Екатеринославской губернии — с 1853 по 1857 год и северной части Таврической губернии — в 1855 году.
21 января 1857 года Эмильян Викторович фон Руге, произведённый в 1856 году в Генерального штаба генерал-лейтенанты, был уволен, «за болезнию», от службы, с мундиром и пенсионом полного жалованья.
Имя Эмильяна фон Руге находится на медали, выбитой в память 50-летия Корпуса военных топографов, в числе выдающихся топографов России.

## Награды
За время службы Карл-Эмилий фон Руге был удостоен следующих наград:
- орден Святого Владимира 4-й степени с бантом (1828)
- орден Святой Анны 2-й степени (1829)
- императорская корона к ордену Святой Анны 2-й степени (1831)
- знак отличия за военное достоинство 3-й степени (1832)
- орден Святого Владимира 3-й степени (1837)
- орден Святого Георгия 4-й степени за 25 лет службы в офицерских чинах (1842)
- знак отличия беспорочной службы за XX лет (1843)
- орден Святого Станислава 1-й степени (1845)
- табакерка, украшенная бриллиантами, с вензелем императора (1848)
- орден Святой Анны 1-й степени (1850)
- знак отличия беспорочной службы за XXX лет (1850)
- императорская корона к ордену Святой Анны 1-й степени (1852)
- табакерка, украшенная бриллиантами, с вензелем императора (1855)
- памятная медаль Ганзейского легиона «В память патриотической борьбы 1813—1814» (Совет вольных имперских городов, 1815)